# 卡西歐
是一家跨國的消費性電子產品和商用電子產品製造公司，總部設在東京澀谷。其產品包括計算器，移動電話，數碼相機，電子音樂儀器和數碼手錶。該公司始建於1946年，並於1957年發布了世界上第一個全電子緊湊型計算器，同時亦是數碼相機的早期創新研發者之一。在20世紀的80和90年代，卡西歐開發出多款實惠的家用電子鍵盤。
2013年，卡西欧开通官方商城，针对中国大陆用户展开销售。

## 歷史
該公司於1946年4月由樫尾忠雄創立，他是一名精通裝配的工程師。公司的名字來自「樫尾」的日語讀音「Kashio」，首款產品是香煙指環，使用者可以把香煙套在指環上，從而可在沒有煙灰缸時，不需用嘴或手指拿煙。當時剛結束二戰，香煙對當時的日本來說是一種價值商品，因此該款香煙指環十分成功，為樫尾帶來第一桶金。
樫尾在1949年於東京銀座舉行的商業展看到電動計算器後，便與他的兄弟合作，用他從指環賺到的錢開發計算器。在當時，不少計算器是手動或以馬達推動。樫尾有見於此，便以自己對電子學的知識，以螺線管製造計算器，並於1954年成功研製首台電子計算器，當時的售價高達48.5萬日圓。與同期的機械式計算器比較，他的電子產品只有10個單位數字鍵，而機械產品除了個位數外，還需要另設10、100等多位數字鍵。
1957年，卡西歐推出14-A型計算器，也是全球首款全電子計算器。公司於同年更名称卡西歐計算機株式會社，專門研發電子產品。

## 公司沿革

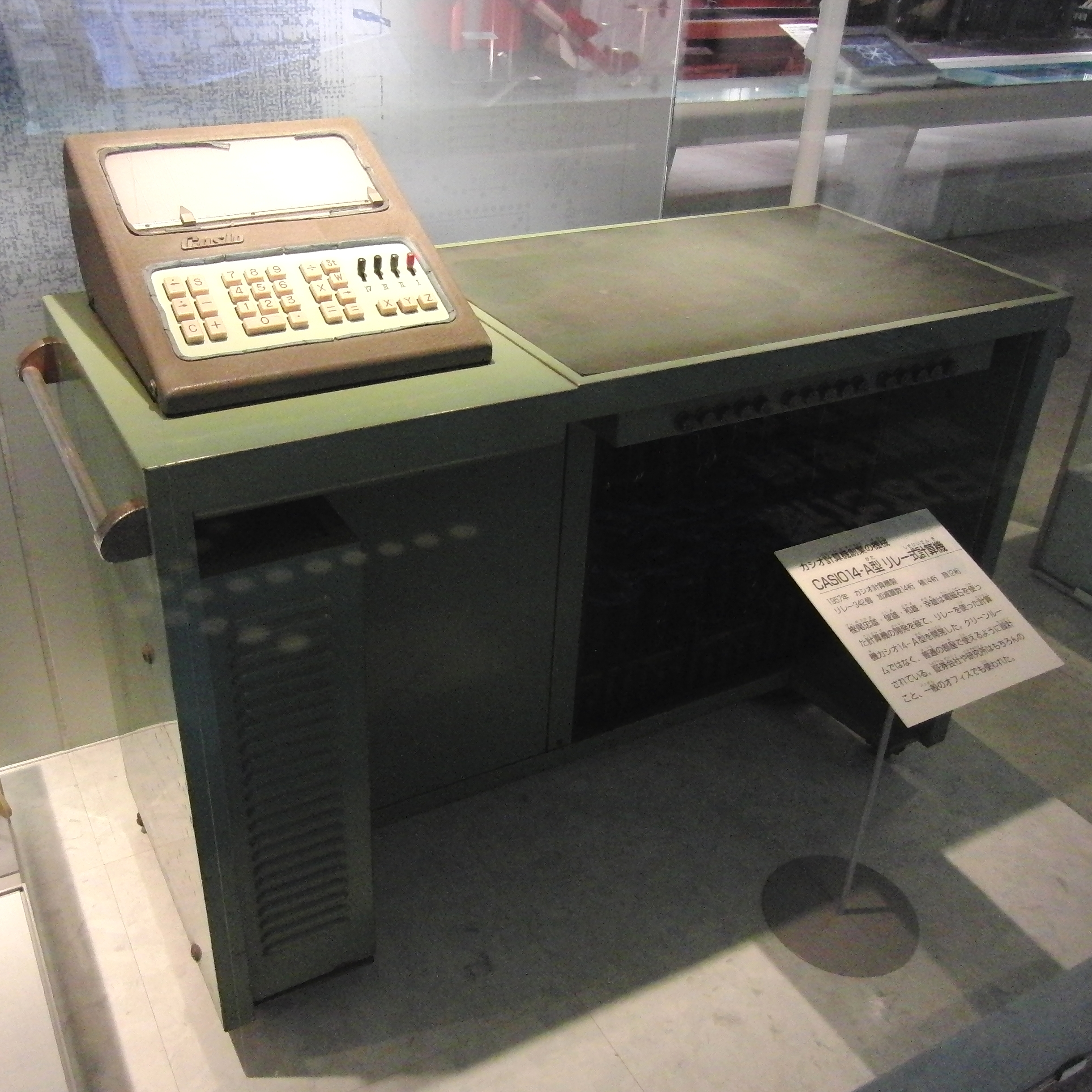
卡西欧14-A型全电动小型计算器，现藏于东京都国立科学博物馆

- 1946年4月：樫尾忠雄在東京都三鷹市成立樫尾製作所。
- 1957年6月：開發出世界第一部沒有齒輪的純電器式計算機「14-A型」。[1][2][3]樫尾忠雄、俊雄、和雄、幸雄四兄弟共同創設卡西歐計算機株式會社（日語：カシオ計算機株式会社），第一任社長為四兄弟之父樫尾茂。
- 1960年4月：在東京都北多摩郡大和町（現稱東大和市）成立東京工廠（現改成東京事務所Tokyo Product Control and Technical Center）。
- 1965年9月：電子式桌上計算機「001型」問世。
- 1966年6月：將總部遷移至東京都北多摩郡大和町（現稱東大和市）。
- 1969年10月：在山梨縣中巨摩郡玉穂町建立甲府工廠。
- 1972年8月：發表世界第一部個人計算機「卡西歐迷你（日语：カシオミニ）」。
- 1974年5月：總部搬遷到東京都新宿區。
- 1974年11月：推出「CASIOTRON」（日語：カシオトロン）電子手錶，這是世界第一隻不須手動調整大小月或閏年的全自動電子錶。
- 1978年1月：發售第一部名片大小的計算機「卡西歐迷你名片LC-78型」（日語：カシオミニカード），厚度僅3.9mm。
- 1978年2月：在臺灣成立海外生產工廠「臺灣刻時豪股份有限公司」。
- 1979年7月：成立八王子（Hachioji）工廠（現改成八王子研究所），且在東京都西多摩郡羽村町（現稱羽村市）成立羽村技術中心。
- 1979年10月：在山形縣東根市建立「山形卡西歐有限公司」。
- 1980年1月：推出電子樂器「卡西歐Tone」（日語：カシオトーン）。
- 1980年2月：推出首支結合計算機功能的手錶Data Bank系列C-80-1型。
- 1983年4月：推出首支具防震功能的手錶G-Shock DW-5000C-1A型。
- 1989年2月：推出首支具有天氣預測感測器的數位手錶BM-100WJ-3型（PRO TERK系列尚未獨立之前身）。
- 1994年11月：1994年11月14日發布，首部市售數位相機即將問世。
- 1995年3月：1995年3月10日，世界第一部市售相機QV-10問市。
- 1995年5月：在台灣與台商合作，成立「台灣卡西歐立信股份有限公司」。
- 1998年1月：將總部遷至東京都澁谷區初台。
- 2000年：行動電話事業部成立，並發售G'zOne（日语：G'zOne） C303CA型手機。
- 2004年4月：旗下行動電話事業部與日立製作所合併，成為卡西歐日立移動通訊有限公司（日语：カシオ日立モバイルコミュニケーションズ）。
- 2005年：獨資成立「台灣卡西歐販賣股份有限公司」，原台商退出股份。
- 2006年：「台灣卡西歐販賣股份有限公司」與「台灣刻時豪股份有限公司」合併，更名為「台灣卡西歐股份有限公司」。
- 2010年6月：卡西歐日立移動通訊有限公司與NEC旗下行動電話事業部整合。
- 2018年4月：宣佈退出小型數位相機，終止小型數位相機的生產[4][5]
- 2020年：宣佈退出投影機市場，終止投影機的生產。
- 2020年10月22日：卡西歐在 virtual.MEDICA 2020 上向全球市場展現醫用相機 （页面存档备份，存于）。
- 2025年，宣布停止电子辞典新品开发[6]。

## 產品
- 電子計算器（科学计算器、图形计算器、标准计算器，仅列出主要产品）
  - Casio fx-3650P
  - Casio fx-3950P
  - Casio fx-50FH
  - Casio fx-82MS
  - Casio fx-991MS
  - Casio fx-82ES
  - Casio fx-991ES
  - Casio fx-82ES PLUS
  - Casio fx-82ES PLUS A
  - Casio fx-95ES PLUS
  - Casio fx-991ES PLUS
  - Casio fx-82CN X
  - Casio fx-991CN X
  - Casio fx-9750GII
  - Casio fx-9860GII
  - Casio fx-CG10
  - Casio fx-CG20
  - Casio fx-CG50
- 收銀機
- 手表
  - G-Shock
    - MR-G
    - Master of G
      - Frogman（蛙人，Shock Resist & ISO 200M Water Resist)
      - Riseman（飛人，Shock Resist & Twin Sensor)
      - Mudman（泥人，Shock Resist & Mud Resist)
      - Gulfman（灣人，Shock Resist & Rust Resist)

    - MT-G
    - GIEZ
    - Sky Cockpit
    - Original
    - Standard

  - Oceanus（ 亞洲地區 ）
    - Manta（Smart Access）
    - Manta
    - Smart Access
    - Classic Line

  - Casio Sport
    - Pro Trek 登山系列（亞洲/歐洲/其他地區）/ Pathfinder（美國/加拿大地區）
      - Prestige Special （Manaslu Special）（ 日本）
      - Analogue Digital Combination
      - Multi Field Line
      - Slim Line
      - Others

    - PHYS 跑步健身系列
    - Sea-Pathfinfer 航海系列
    - Others

  - Edifice

2015年 全新款 EQB-500
- - Baby-G
  - Sheen（亞洲地區）
  - Regular
    - Combination
    - Data Bank
    - e-DataBank
    - Futurist

  - Wave Ceptor（手表/時鐘）
- 數位相機（標準相機、自拍相機）
  - High Speed EXILIM
    - ZR1500
    - EX-100
    - EX-10
    - ZR1200
    - ZR800
    - ZR700
    - ZR1000
    - ZR200
    - ZR20

  - EXILIM
  - EXILIM TR

该系列也在用户群中被称作“自拍神器”
- -     - EX-TR100
    - EX-TR150
    - EX-TR200
    - EX-TR300
    - EX-TR350/EX-TR350S
    - EX-TR500/ TR50
    - EX-TR550
    - EX-TR600

  - LIFE STYLE
    - EX-MR1
    - EX-FR10
    - EX-FR100
- 筆記型電腦（手提電腦、掌上型電腦）
- 電子辭典
- 掌上型、車用型液晶電視
- 音響 （手提音響、床頭音響）
- 手提電話（行動電話）
- 標籤機
  -     - KL-170
    - KL-170PLUS
    - KL-1700
    - KL-2000
    - KL-2700
    - KL-8200
    - KL-8700
    - KL-P1000
    - KL-P350W
- 電子樂器（electronic musical instrument）
  - 電子琴
    - Casiotone系列
    - CT系列
    - CTK系列
    - LK系列
    - WK系列
    - XW系列

數位鋼琴
- -     - AP系列
    - AL系列
    - CDP系列
    - GP系列
    - PX系列

數位薩克斯風
- -     - DH系列

數位吉他
- -     - DG系列
- PDA
- 印表機
- 石英鐘
- Sub-notebook
- Wordtank
- 投影機
- Casio Loopy（游戏机）

## 图集

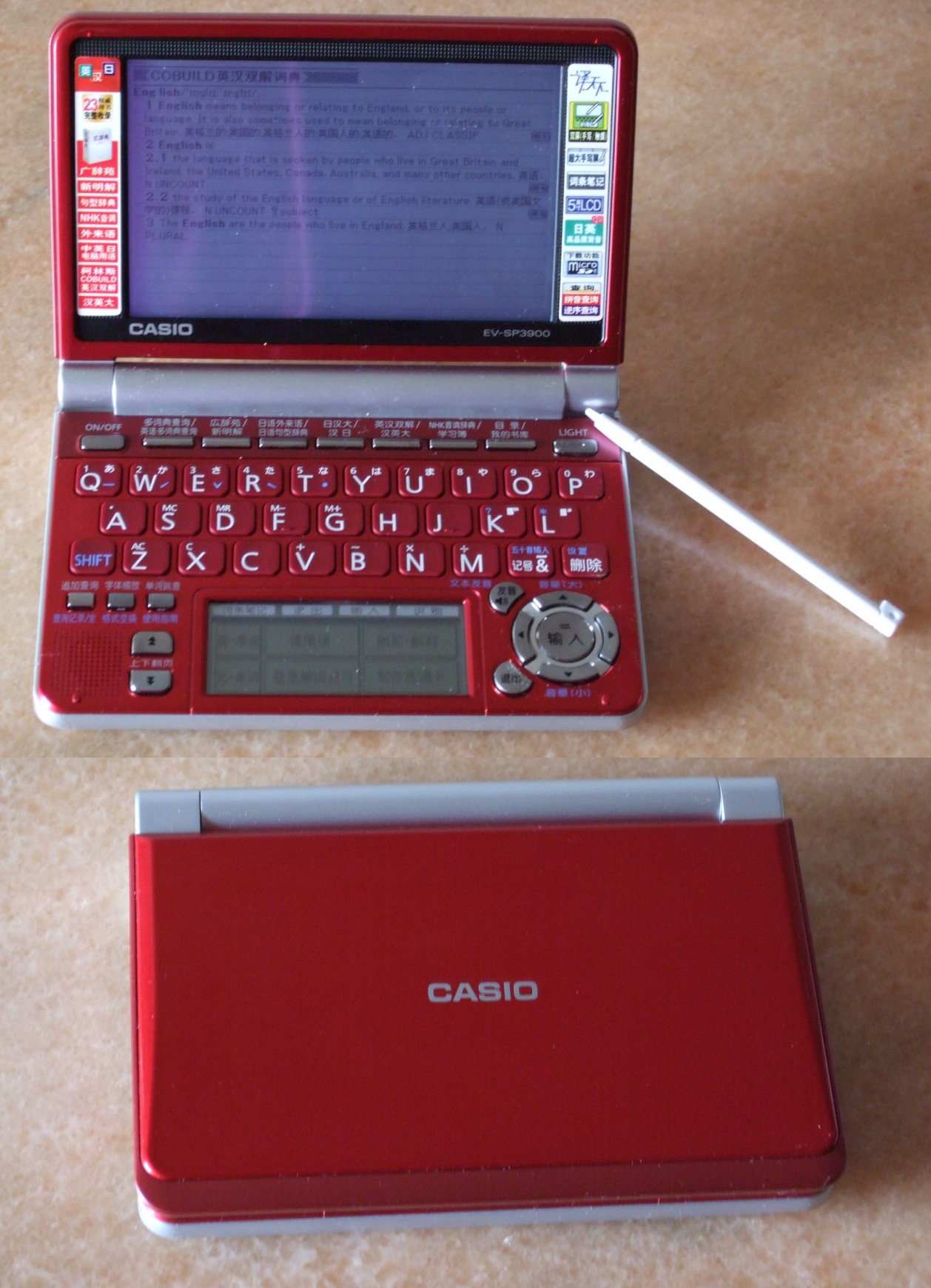
电子词典EV-SP3900
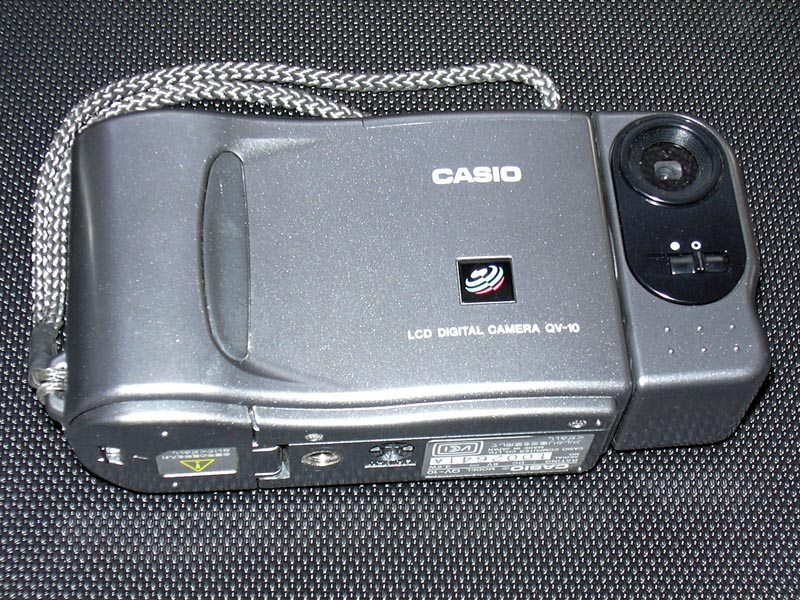
数码相机QV-10
Au W31CA手机
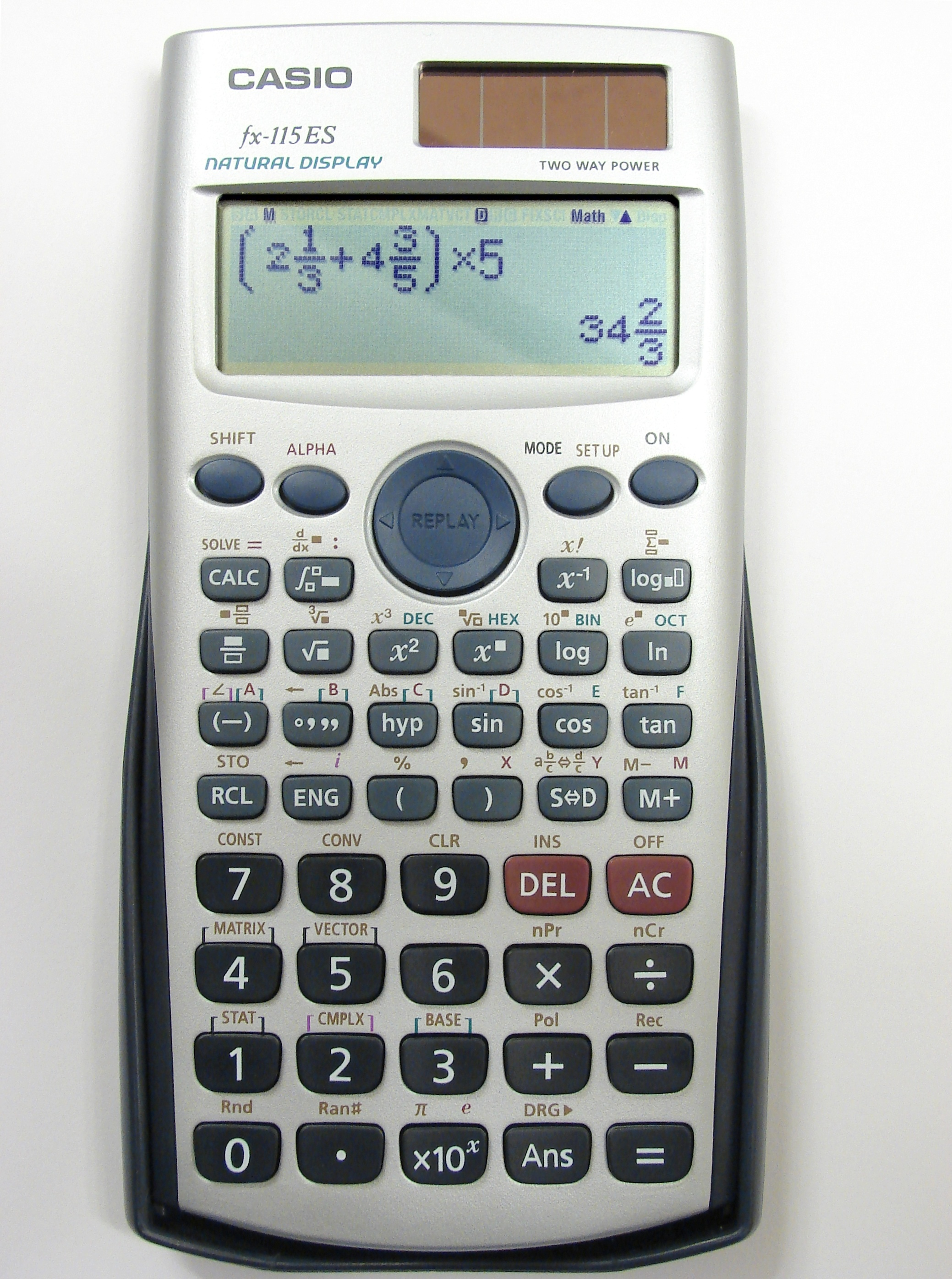
fx-115ES科学计算器
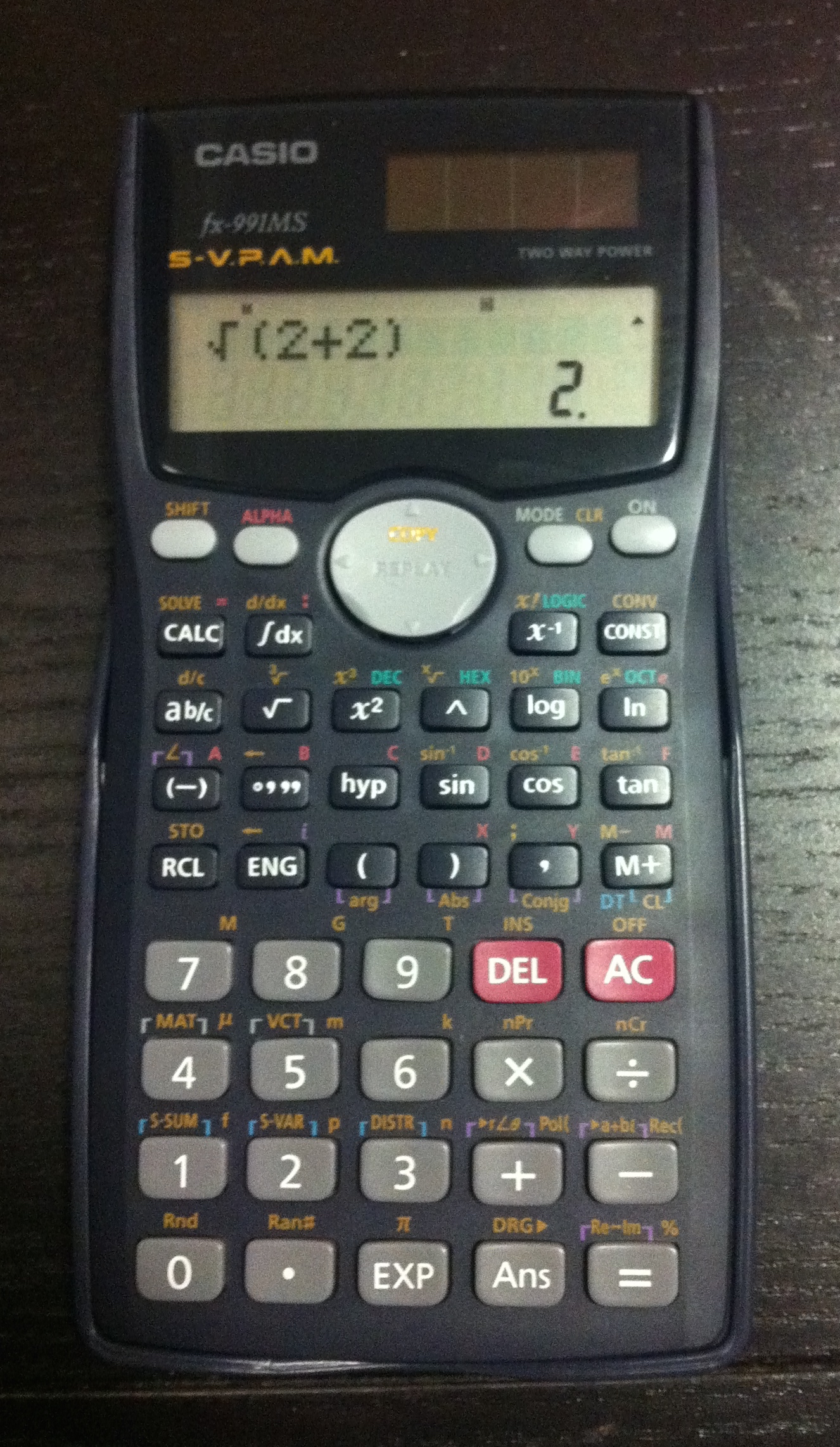
fx-991MS科学计算器
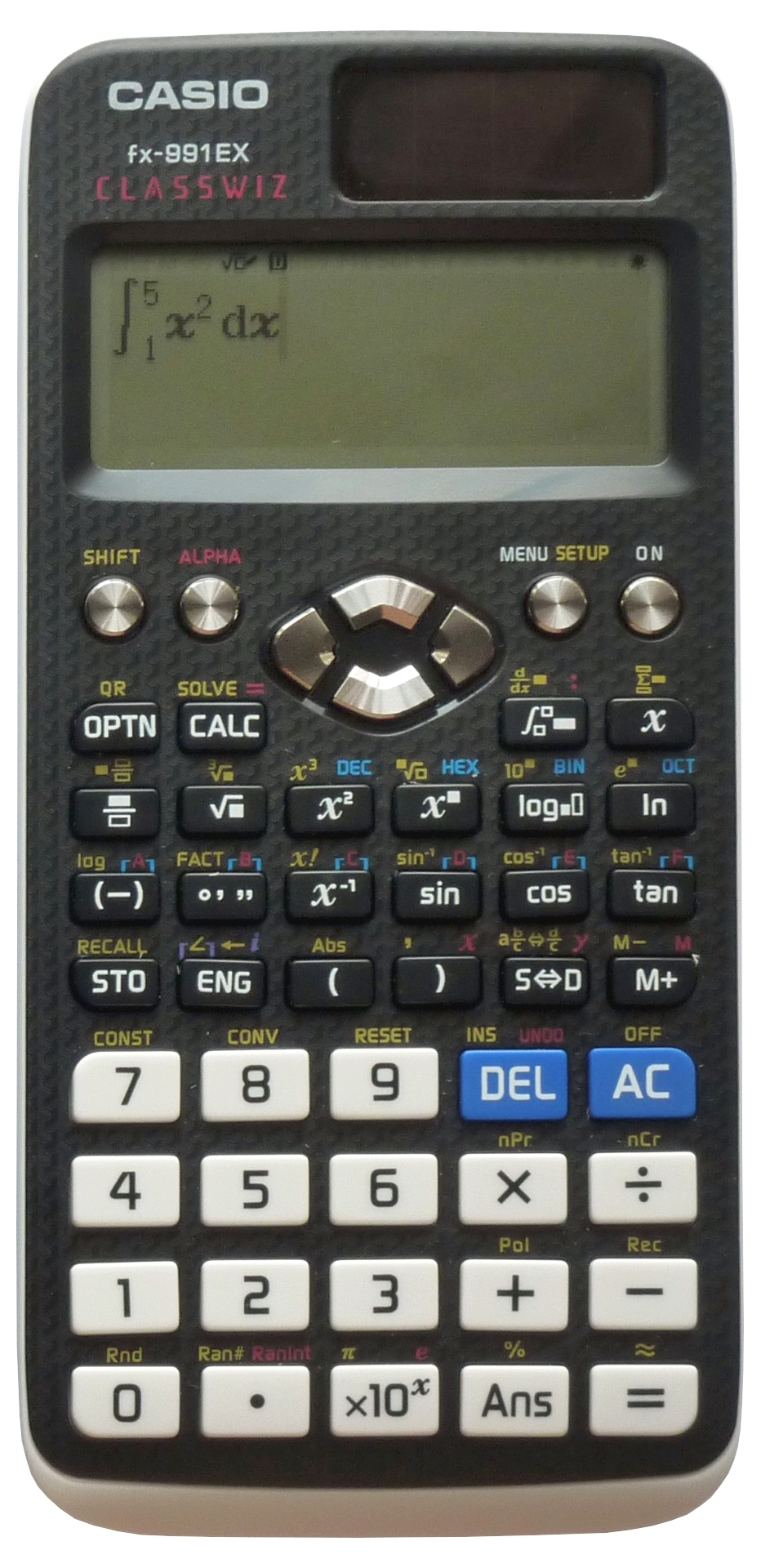
fx-991EX科学计算器
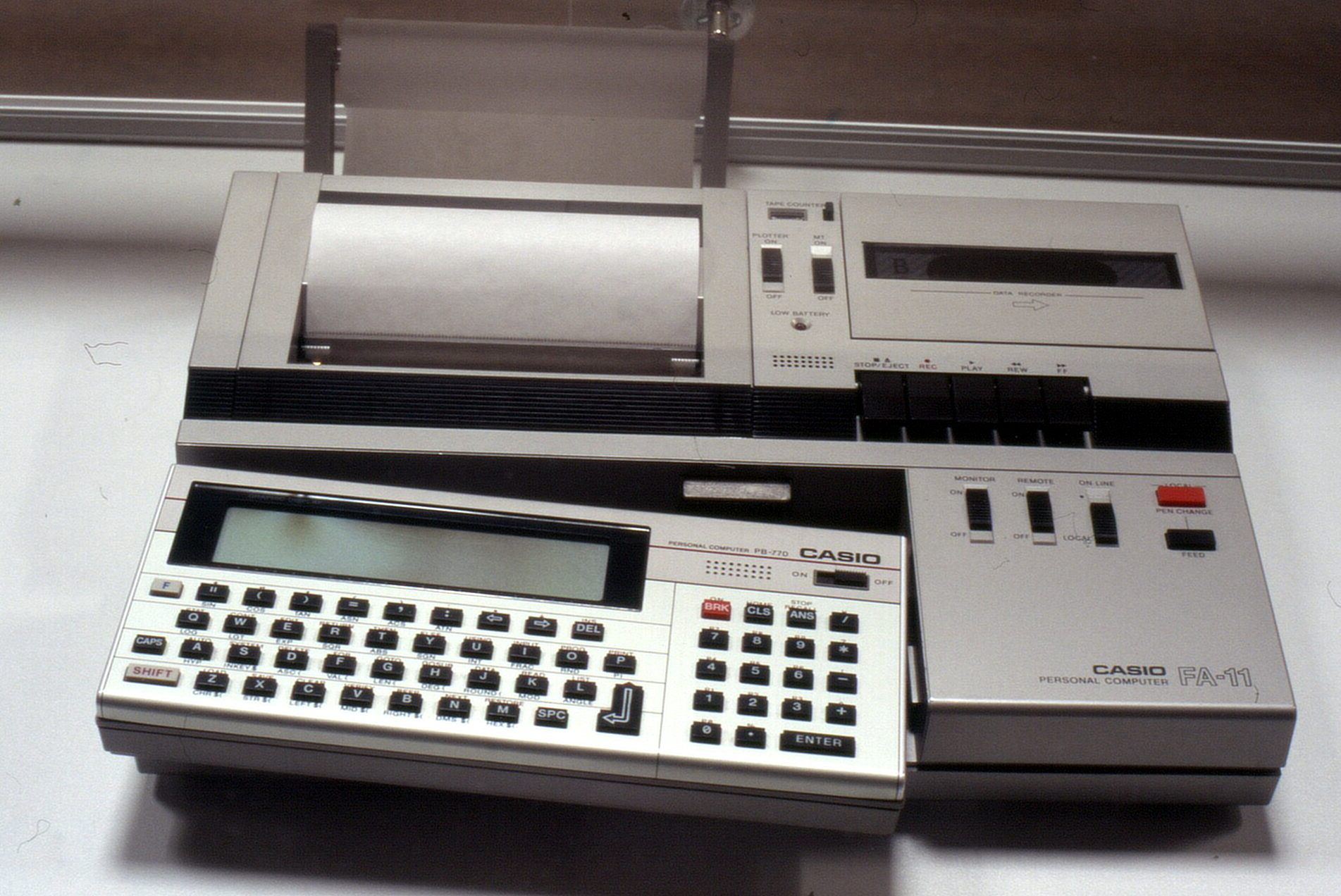
PB-770便携式电脑
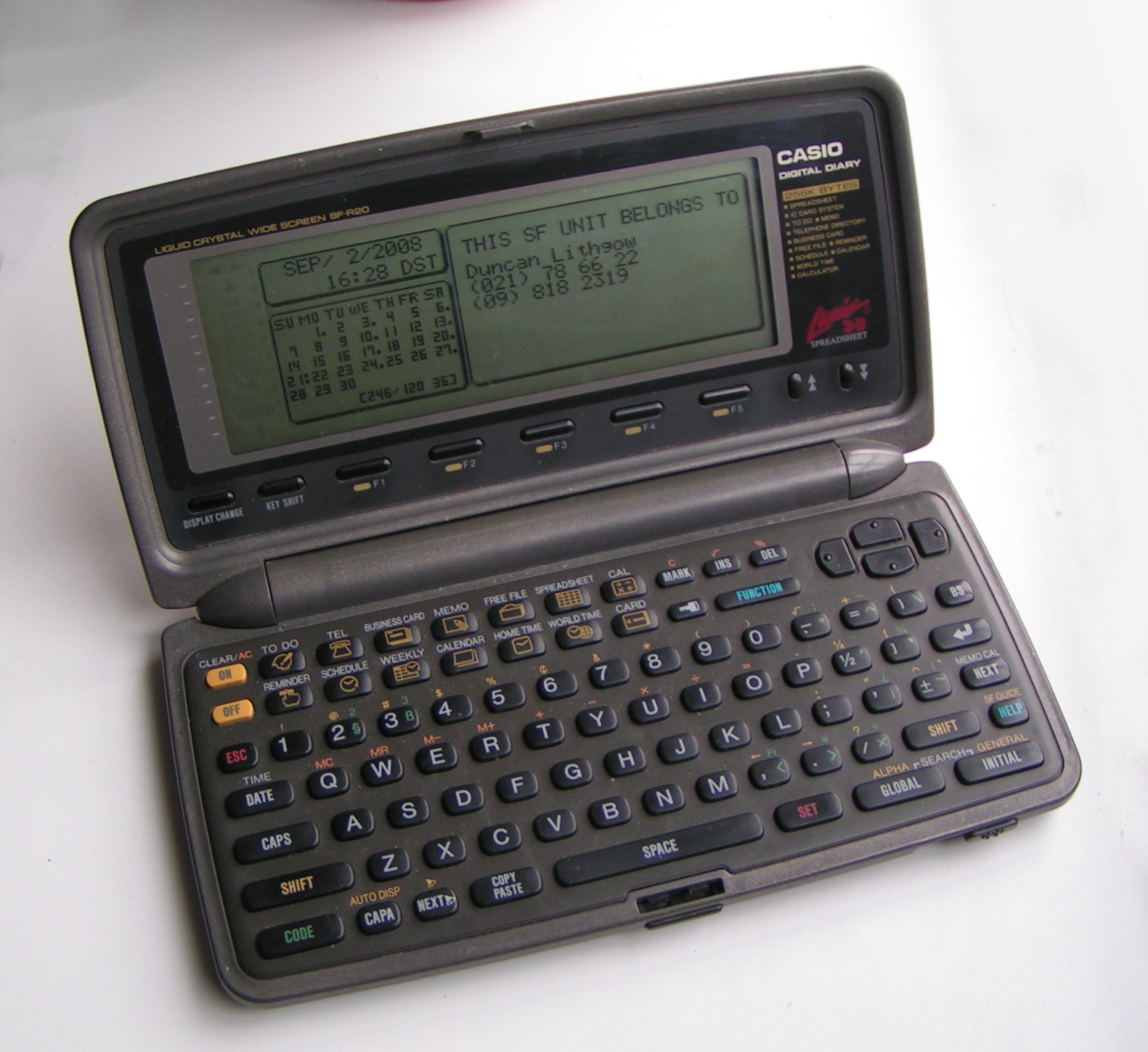
SF-R20PDA
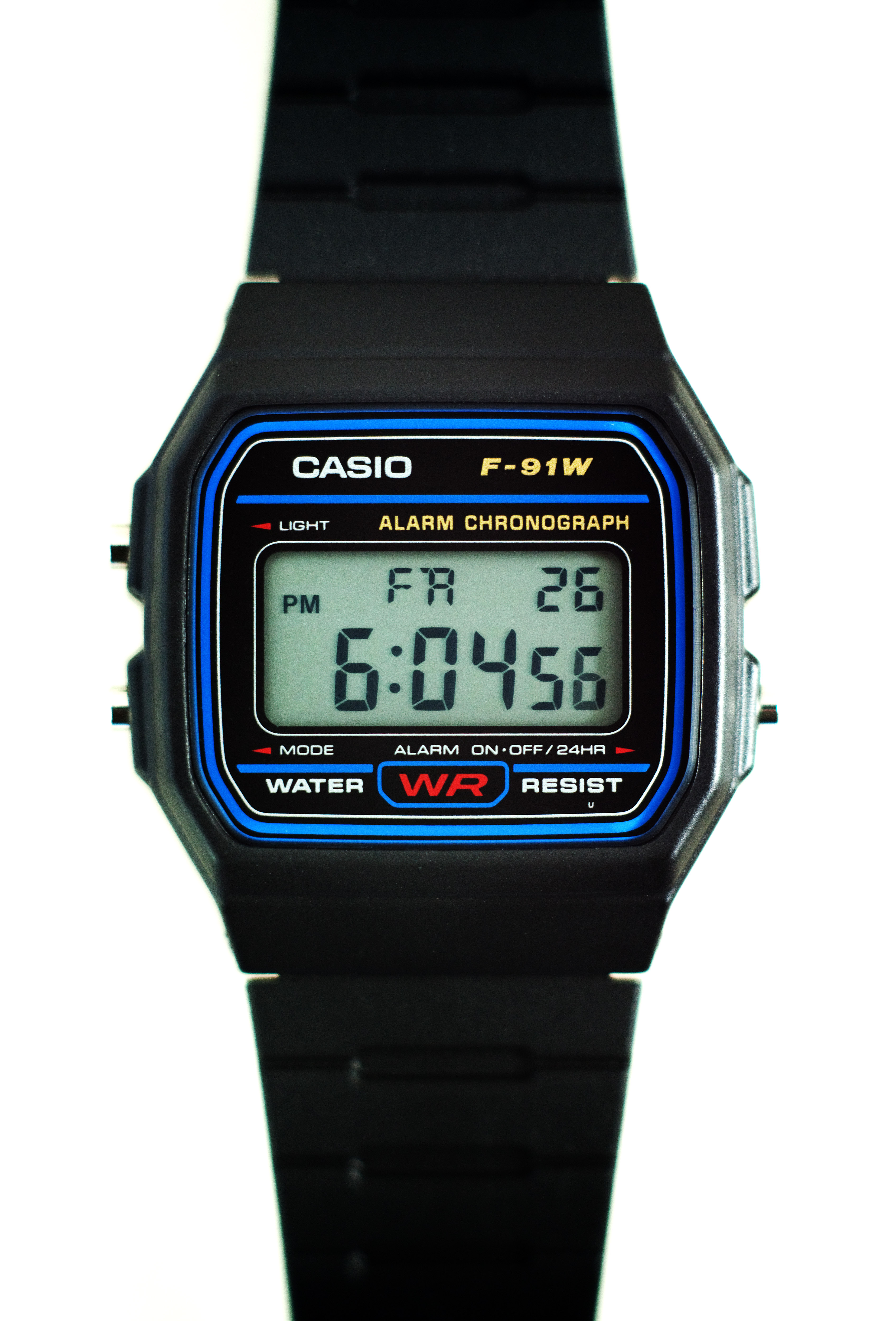
F-91W数位手表
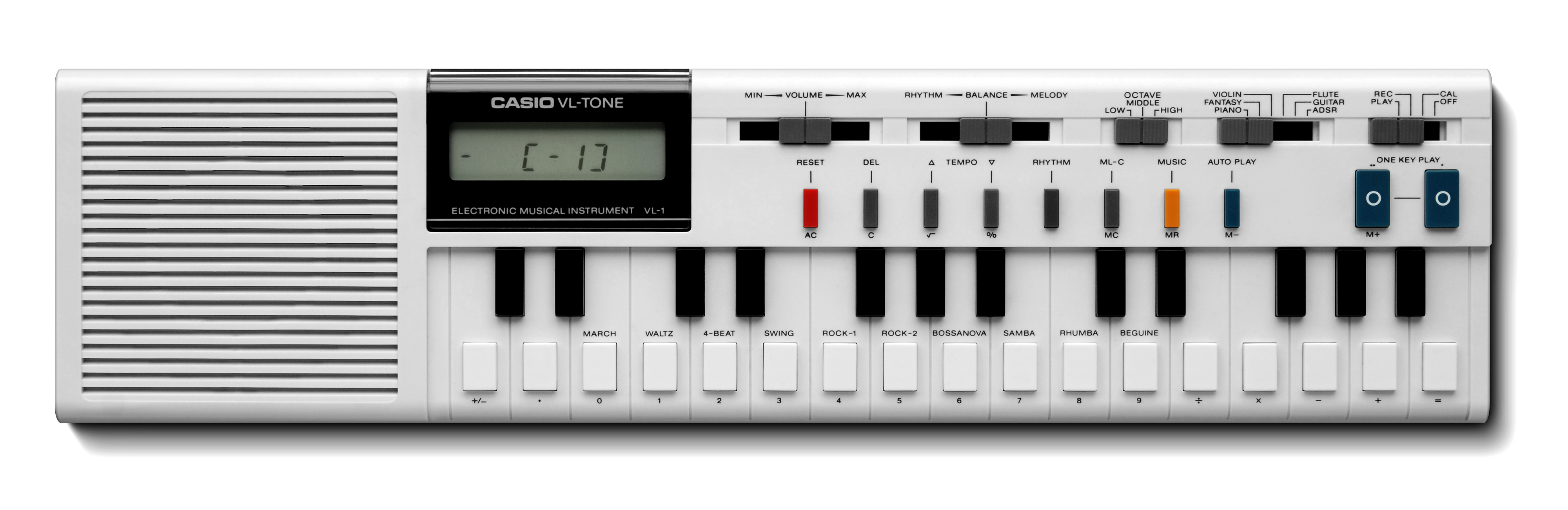
VL-1电子琴
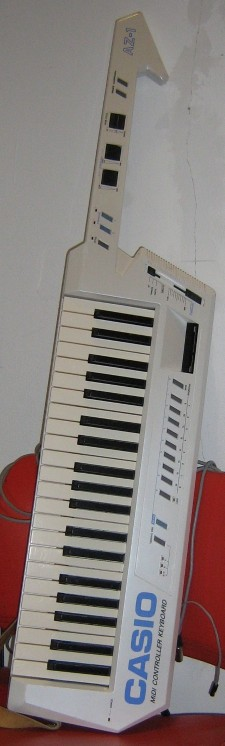
AZ-1
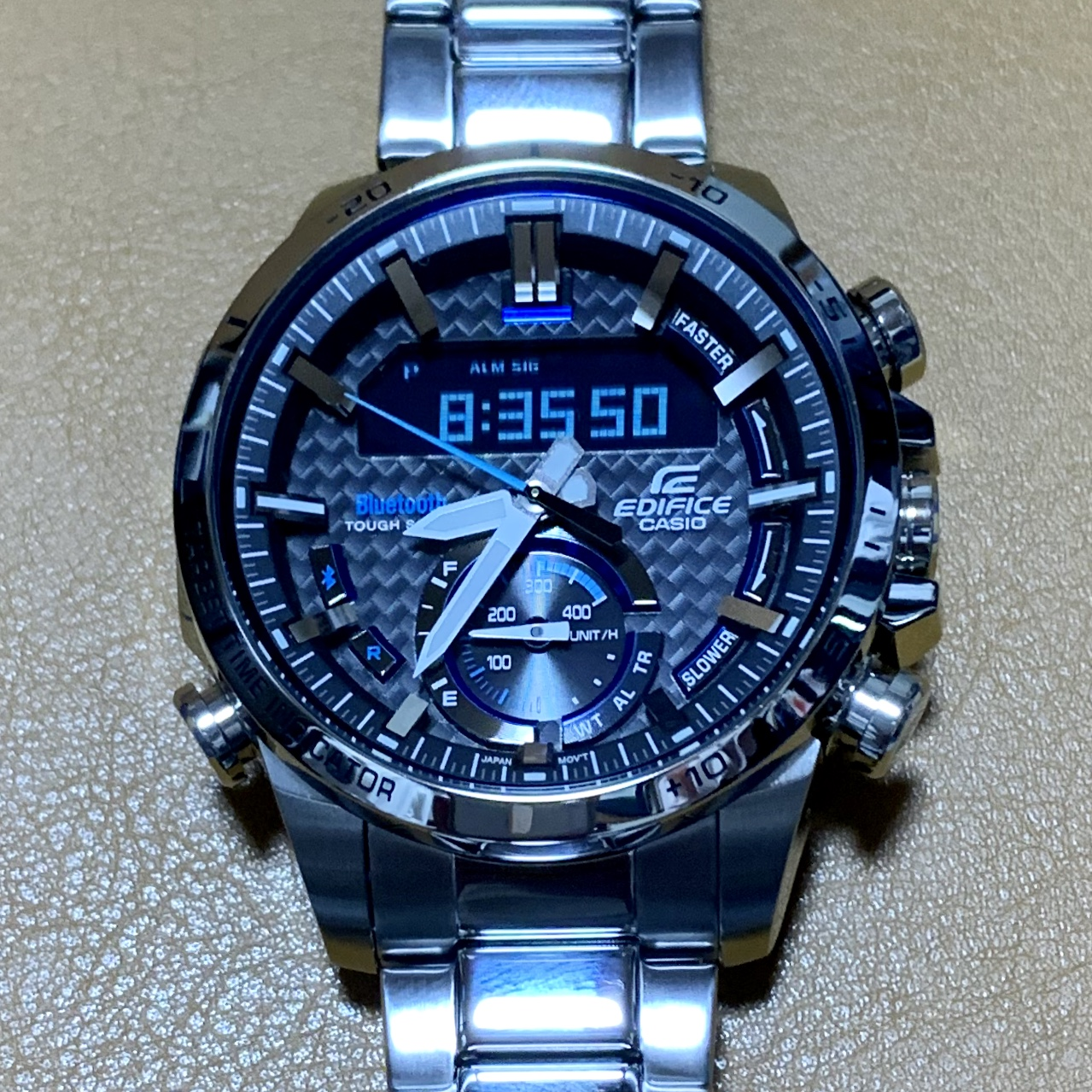
Edifice ECB-800D-1A
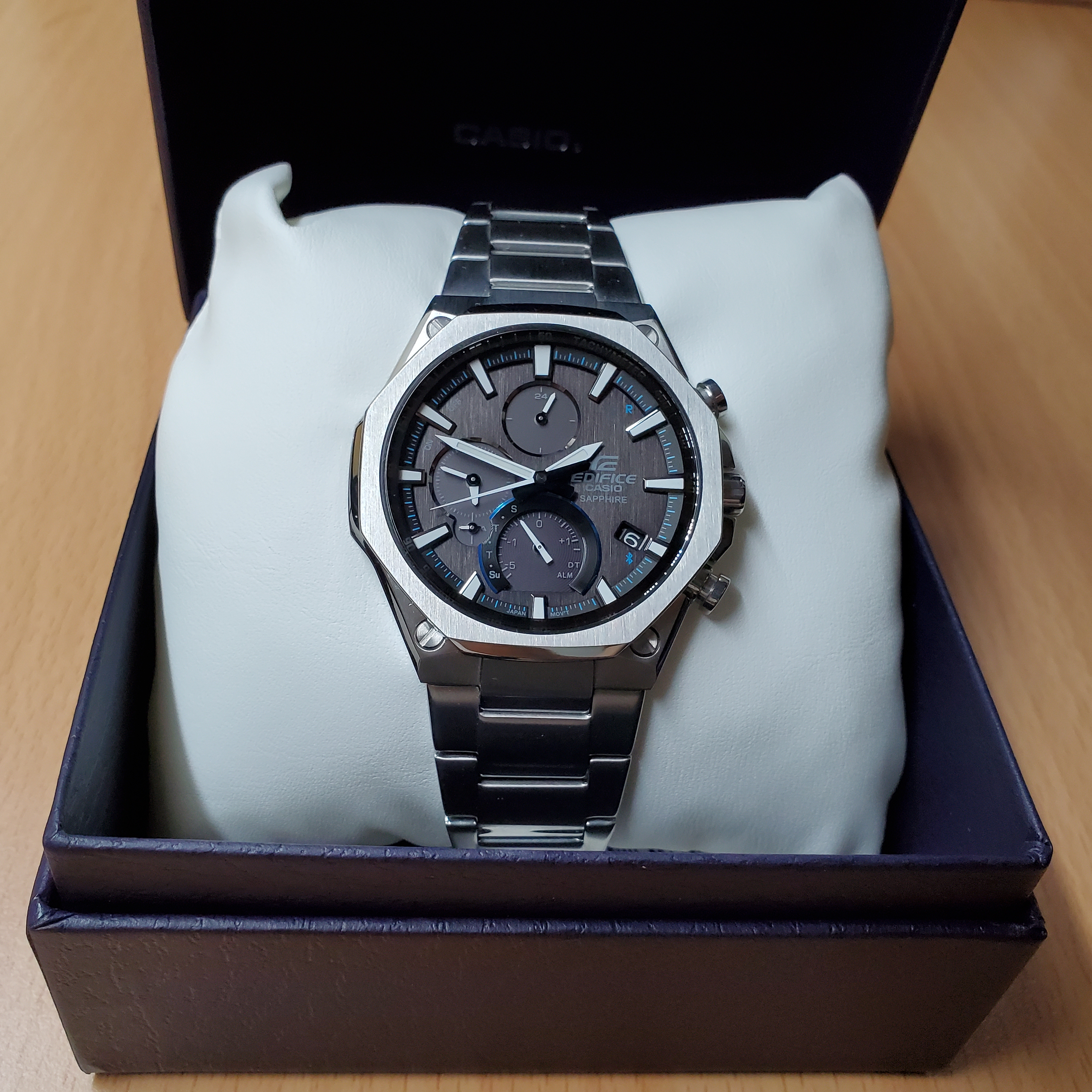
Edifice EQB-1100D-1A手錶

## 外部連結
- 日本卡西歐官方網站（页面存档备份，存于）
- 臺灣卡西歐股份有限公司官方網站 （页面存档备份，存于）
- 中國卡西歐官方網站 （页面存档备份，存于）
- 卡西歐全球官方網站（页面存档备份，存于）
- Casio 台灣卡西歐股份有限公司的Facebook專頁